# Brunehamel
Brunehamel település Franciaországban, Aisne megyében. Lakosainak száma 458 fő (2022. január 1.). Brunehamel Aubenton, Les Autels, Dohis, Iviers, Mont-Saint-Jean, Parfondeval, Résigny és Blanchefosse-et-Bay községekkel határos.

## Népesség
A település népességének változása:
| Lakosok száma | 636  | 652  | 508  | 536  | 516  | 487  | 456  | 455  | 448  | 458  |
|               | 1968 | 1982 | 1990 | 2006 | 2013 | 2015 | 2017 | 2019 | 2020 | 2022 |